# Bolist
Bolist AB är en kedja inom järn- och bygghandel som startades 1998 av 42 järnhandlare.
Kedjan består idag av 201 butiker från norr till söder och har ett eget centrallager (Bolist Logistik AB) i Helsingborg. Bolist säljer även varor via bolist.se med utlämning i butikerna.
Företagets roll har med tiden utvecklats till att förutom att förhandla fram avtal med leverantörer för medlemsbutikerna, även bistå med marknadsföring, IT-stöd, utbildning och butiksutveckling. Medlemsbutikerna marknadsförs under varumärket Bolist. Företaget äger även rättigheterna till varumärket Järnia.
Hösten 2018 gick Bolist och Järnia samman och Bolist gick sedan ihop med XL-Bygg. Från hösten 2022 används namnet Bolist Järnhandel.